# Tone Avenstroup
Tone Avenstroup (* 1963 in Oslo) ist eine norwegische Lyrikerin, Dramaturgin, Regisseurin und Performancekünstlerin.

## Leben
Zwischen 1982 und 1987 studierte sie Theater- und Literaturwissenschaft an der Universität Bergen. 1985/1986 legte sie ein Gaststudium im Fach Theaterwissenschaft an der Humboldt-Universität Berlin, DDR ein. 1986 war sie in Bergen an der Gründung der Theatergruppe Baktruppen beteiligt und war deren Mitglied bis 1995. Seit 1990 lebt sie in Berlin. Von 1997 bis 2000 arbeitete sie in der Performancegruppe Akt. Sie war Redakteurin der Zeitschrift Gegner.

## Werke

### Schriften
- splitte spleis • splitterspleiß. Gedichte. Aus dem Norwegischen von Tone Avenstroup, Bert Papenfuß. Verlag Peter Ludewig, München 2001, ISBN 3-9805851-8-2.
- marbel & matrikel. Hörstück. Bayerischer Rundfunk. Privatdruck, Berlin 2003
- østers ørske • austertaumel. Gedichte. Aus dem Norwegischen von Tone Avenstroup, Bert Papenfuß. BasisDruck, Berlin 2004, ISBN 3-86163-131-8
- skarlagen • scharlach. Gedichte. Aus dem Norwegischen von Tone Avenstroup, Bert Papenfuß. Verlag Peter Ludewig, München 2005, ISBN 3-9808640-9-X
- bald legen sie los. Performanceskript. Distillery, Berlin 2007.
- sølvskjekny • provolog. Gedichte. Aus dem Norwegischen von Tone Avenstroup, Bert Papenfuß. Mit Zeichnungen von Liv Mette Larsen. Verlag Peter Engstler, Ostheim / Rhön 2007
- stillheten rundt et måkeskrik / stille um einen möwenschrei. Text einer Installation. Aus dem Norwegischen von Tone Avenstroup, Stefan Döring. Privatdruck, Berlin 2009
- i tallenes tid / in zeiten der zahlen. Gedichte. Aus dem Norwegischen von Tone Avenstroup, Bert Papenfuß. Verlag Peter Engstler, Ostheim / Rhön 2010, ISBN 978-3-941126-14-5
- ineinandersetzung / samstemmelse. Gedichte. Aus dem Norwegischen von Tone Avenstroup, Bert Papenfuß. Distillery 38, Berlin 2013. ISBN 978-3-941330-34-4
- durch blanke landschaften. Texte aus intermedialen Produktionen. Verlag Peter Engstler, Ostheim/Rhön 2013. ISBN 978-3-941126-51-0
- Neue Blume – Briefe aus Äthiopien. Material aus der Produktion. Verlag Peter Engstler, Ostheim/Rhön 2016. ISBN 978-3-941126-64-0
- silene. fem serier og fire løse / fünf serien und vier vereinzelte. Gedichte. Verlag Peter Engstler, Ostheim/Rhön 2016. ISBN 978-3-941126-96-1
- november im schlaf. Verlag Peter Engstler, Ostheim/Rhön 2019. ISBN 978-3-946685-20-3

### Mitherausgeberschaft
- Kjøter. En sosiodisé av Baktruppen. Øyvind Berg in Zusammenarbeit mit Baktruppen. Forlaget Oktober, Oslo 1989, ISBN 82-7094-536-6
- Lærestykker 1990. Theatertexte von Baktruppen. Forlaget Oktober, Oslo 1990, ISBN 82-7094-494-7
- strekt over ei tid som ikke er mi • über eine zeit gestreckt die nicht meine ist. Text Tone Avenstroup. Originalgrafiken Liv Mette Larsen. Edition Maldoror, Herzattacke, Berlin 2001
- sarah schlitz: mein leben mit anarchopower. Edition iss dein knie. Epidemie der Künste, Berlin 2007
- Ehe-Schluss. Eine 12-Eurocent-Chrestomathie. Redaktion Rethe, Schlitz & Stone. Epidemie der Künste, Berlin 2007
- Mauer-Schluss. Die BRDigung des DDRon. Eine 12-Eurocent-Chrestomathie. Redaktion Rethe, Schlitz & Stone. Epidemie der Künste, Volksausgabe Distillery, Berlin 2009, ISBN 978-3-941330-26-9
- skjønt kjønn skjønnes • obschön geschlecht gescheit. Text Tone Avenstroup. Originalgrafiken Liv Mette Larsen. Rothahndruck, Berlin 2009
- Spell on! Text Tone Avenstroup, Bert Papenfuß. Originalgrafiken Worm Winther. Rothahndruck, Berlin 2011

### Übersetzungen
- Øyvind Rimbereid. St.Petersburg-vatn, Solaris korrigiert, in: prostym nozhom. Aus dem Norwegischen von Tone Avenstroup, Bert Papenfuß. roughbook 025, Urs Engeler Verlag, Basel 2013
- Terje Dragseth. Kvitekråkas song / Weißkräje sein Lied / Wittkreihs Leed. Jedichte und Jesänge. Een gorrlaust Machwerk. Aus dem Norwegischen von Tone Avenstroup, Bert Papenfuß. Gutleut Verlag, Frankfurt & Weimar 2009

### Produktionen
- Moon Performances. In Zusammenarbeit mit Thomas Martius. Berlin 1996–97
- Anwendung. Text Finn Iunker (mit Florian Feigl, Ingvild Holm, Niko Tenten, Otmar Wagner). Berlin 1998
- Vineta. Von und mit AKT. Berlin, München, Mainz, Warnemünde, Arendal, Kristiansand, Bergen 1998–2000
- synchronschwimmen: er singt wenn er fliegt (mit Ingvild Holm, Text Henryk Gericke, Musik Robert Lippok). Berlin 2000
- bald legen sie los. seven songs für drei zwerge (mit Margareth Kammerer). Berlin, Wien, Wismar, Oslo 2001
- sOlOduOtriO (mit u. a. M. Kammerer, O. Wagner, W. Winther). Oslo 2002
- zu besuch in einem fremden körper. Musik Robert Lippok, Video Thomas Martius. Kristiansand 2005
- this is not a love song #1-4. Oslo, Kopenhagen, Berlin 2002–07
- Neue Blume – Briefe aus Äthiopien. (Mit Robert Lippok, Liv Mette Larsen, Henrik Rafaelsen, Ariane Sept.) Arendal, Oslo 2011, Kristiansand 2012
- NEIN | NEI. Ein Schauspiel von Jörg-Michael Koerbl, Aktionstheater mit der Neinbande. Berlin 2012, Oslo 2014, Kristiansand 2018
- Sysselive. Berlin 2014, 2016
- Nauru. Installation und Performance. (Mit Robert Lippok.) Kristiansand, Fjaler 2015
- November. Berlin, Arendal 2018

### Hörstücke
- marbel & matrikel. In Zusammenarbeit mit Robert Lippok. Bayerischer Rundfunk, 2002
- Wanderwege. Ton Robert Lippok. Bröllin, 2003
- Schanzenflug. In Zusammenarbeit mit Anouschka Trocker. Wismar, 2004
- let’s walk, let’s take a pasewalk! Ton Robert Lippok. Pasewalk, 2006